# قانون در دست من است
قانون در دست من است (به تامیلی: Sattam En Kaiyil) فیلمی محصول سال ۱۹۷۸، به کارگردانی تی. ان. بالو است. در این فیلم بازیگرانی همچون کمال حسن، سریپریا و الیزابت ایفای نقش کرده‌اند.